# Łaz (powiat zielonogórski)
Łaz – wieś w Polsce położona w województwie lubuskim, w powiecie zielonogórskim, w gminie Zabór.
W latach 1975–1998 miejscowość należała administracyjnie do województwa zielonogórskiego.

## Historia
Wieś założona w XIV wieku o planie łańcuchówki należała do dominium żarskiego. Posiada zabudowę z przełomu XIX-XX wieku, a nieliczne domy z połowy XIX wieku.

## Gospodarka
W Łazie położone są: winnica „Miłosz” prowadzona przez Krzysztofa Fedorowicza oraz gospodarstwo rolno-szkółkarskie „Bio-Las”.